# Pristurus
Pristurus (скельний гекон) — рід геконоподібних ящірок родини Sphaerodactylidae. Представники цього роду мешкають переважно на Близькому Сході, зокрема на Аравійському півострові та на острові Сокотра.

## Види
Рід Pristurus нараховує 26 видів:
- Pristurus abdelkuri Arnold, 1986
- Pristurus adrarensis Geniez & Arnold, 2006
- Pristurus carteri (Gray, 1863)
- Pristurus celerrimus Arnold, 1977
- Pristurus collaris (Steindachner, 1867)
- Pristurus crucifer (Valenciennes, 1861)
- Pristurus flavipunctatus Rüppell, 1835
- Pristurus gallagheri Arnold, 1986
- Pristurus guichardi Arnold, 1986
- Pristurus insignis Blanford, 1881
- Pristurus insignoides Arnold, 1986
- Pristurus longipes W. Peters, 1871
- Pristurus masirahensis Tamar, Mitsi, Simo-Riudalbas, Tejero-Cicuéndez, Al-Sariri, & Carranza, 2019
- Pristurus mazbah Al-Safadi, 1989
- Pristurus minimus Arnold, 1977
- Pristurus obsti Rösler & Wranik, 1999
- Pristurus ornithocephalus Arnold, 1986
- Pristurus phillipsii Boulenger, 1895
- Pristurus popovi Arnold, 1982
- Pristurus rupestris Blanford, 1874
- Pristurus saada Arnold, 1986
- Pristurus samhaensis Rösler & Wranik, 1999
- Pristurus schneideri Rösler, J. Köhler & Böhme, 2008
- Pristurus simonettai (Lanza & Sassi, 1968)
- Pristurus sokotranus Parker, 1938
- Pristurus somalicus Parker, 1932

## Етимологія
Наукова назва роду Pristurus походить від сполучення слів дав.-гр. πριστος — перепилений, розпилений і ουρα — хвіст.